# Jaegwon Kim
Jaegwon Kim, korejsko-ameriški filozof in univerzitetni profesor, * 12. september 1934, Daegu, Koreja, † 27. november 2019
Najbolj znan je po svojih delih na področju metafizike, mentalne vzročnosti in problema telesa in uma. Njegova dela se poglavitno dotikajo tem zavračanja Kartezijanske metafizike, omejitev stroge psihofizične identitete, supervenence in individualizacije dogodkov.

## Življenjepis
Pri 19 letih je začel svoje univerzitetno izobraževanje na univerzi v Seoulu v Koreji, na področju francoske literature. Dve leti kasneje se je prešolal na univerzo v Dartmouthu v Združenih državah Amerike. Tam je, poleg francoščine, začel študirati še matematiko in filozofijo. Potem, ko je diplomiral je svoje izobraževanje nadaljeval na univerzi Princeton, New Jersey, kjer je pridobil doktorat iz filozofije.
Kim je v intervjuju leta 2007 povedal, da je bil poglavitni razlog za študij na univerzi Princeton prejetje pisma tamkajšnjega profesorja Carla Hemplela, ki ga je osebno povabil na študij na univerzi Princeton. Ker je Kim Jaegwon predhodno prebral veliko člankov Carla Hemplela, ki so ga impresionirali s svojo jasnostjo in preprostostjo, odločitev za študij ni bila težka.
Ena izmed njegovih najpomembnejših del so nastala, ko je delal kot zaslužni profesor filozofije na univerzi Brown. Predhodno je učil tudi na univerzah Swarthmore, Cornell, Notre Dame, Johns Hopkins in dolga leta tudi na univerzi Michigan. Poleg tega je deloval tudi kot predsednik Ameriške Filozofske Asociacije (APA), med leti 1988 in 1989. Zasedanje tega položaja je izjemna čast na tem področju, saj je vodil in tako bil iz prve roke deležen najinovativnejših idej iz področja filozofije.

## Delo
Jaegwonova dela predvsem zavzemajo filozofijo uma, metafiziko, akcijsko teorijo, epistemologijo in filozofijo znanosti. 

### Filozofija uma
Kim je v svoji karieri zagovarjal veliko teorij o telesu in umu. V začetku sedemdesetih let dvajsetega stoletja, se je posvetil teoriji o identiteti in se potem premestil na specifično vejo fizikalizma, ki v ospredje postavlja relacije supervence. Sčasoma je zavrnil strogi fizikalizem na podlagi pomanjkanja dovoljšnih dokazov oz. podatkov za reševanje problema uma in telesa. 

### Metafizika
Kim Jaegwonovo delo s področju metafizike, se primarno osredotoča na dogodke in lastnosti. Razvil je teorijo identitete, vendar je ni uspešno utemeljil. V teoriji pravi, da so si dogodki enaki le, če se pojavijo ob istem času, na istem kraju in imajo iste lastnosti.
Kim je prav tako sklenil teorijo, da so dogodki strukturirani. Znan je po ponazoritvi prikaza in primerjave dogodkov z vidika lastnosti. Dogodki so po njegovo sestavljeni iz treh stvari: predmetov, lastnosti in časovnega intervala. Definirani so z uporabo operacije [x, P, t]. Edinstven dogodek je definiran na načelih obstoja in pogoju identitete.
- Pogoj za obstoj pravi, da dogodek [x, P, t] obstaja samo pod pogojem, če predmet x predstavlja n-kratnik P v času t. To pomeni, da obstaja enkraten dogodek, če je predhodno navedeno resnično.[12]

- Pogoj identitete je razložen v naslednji trditvi: za vsako vrsto dogodka M, ki se pojavi v organizmu o, obstaja vrsta možganskega stanja N, ki je takšna, da se M pojavi v o v času t, če in samo če se v času t pojavi tudi N.[13] Vsak mentalni pojav M, ki se pojavi v organizmu o, je takšen, da če se pojavi mentalni pojav M v organizmu o v času t, se mora nujno v času t v organizmu o pojaviti tudi možgansko stanje N.

Iz te trditve lahko torej izpeljemo, da obstajajo za vse mentalne dogodke določena možganska stanja, ki so nujni in zadostni pogoj za njihov pojav, zaradi česar jo lahko imenujemo trditev o korelaciji duha in telesa.6 

### Epistemologija
Kim Jaegwon je kritik naturalizirane epistemologije, katero je populariziral Willard Van Orman Quine v drugi polovici dvajsetega stoletja. Naturalizirani epistemologiji nasprotuje s teorijo, da Quinova naturalizirana epistemologija ne spada pod filozofsko vejo epistemologije, saj je splošno pričakovano, da epistemologija postavi normativne trditve o znanju, kar ni opazno v Quinovih teorijah. Posledično Kim Jaegwon trdi, da zgolj opisi praks oblikovanja prepričanj, ne morejo šteti za preverljivo prepričanje. Iz tega sledi, da naturalizirana epistemologija ne deli enake težnje kot tradicionalni pristop k epistemologiji.

## Nagrade
- 2014: Nagrada Kyung-Ahn fundacije za izobraževanje in kulturo Kyung-Ahm. To nagrado je prijel na področju humanistike in družbenih ved.[14]

### Izbrana dela in literatura v slovenskem jeziku
- Markič, O. (2007). Narava mentalnih pojavov: neredukcionistove težave z mentalno vzročnostjo, str. 255-276. (COBISS)

- Bregant, J. (2004). Misel kot vzrok: ali so mentalna stanja vzročno učinkovita?. Maribor: Pedagoška fakulteta Maribor. (COBISS)

- Todorović, T. (2017). Večvrstna realizacija v luči sodobnih nevroznanstvenih raziskav. Maribor: Filozofska fakulteta v Mariboru. (COBISS)

- Aberšek, B. (2014). Doktorskega disertacija: filozofska analiza mehanizmov naravnega mišljenja in umetne inteligence. Maribor: Filozofska fakulteta v Mariboru. (COBISS)